# V-Cube 7

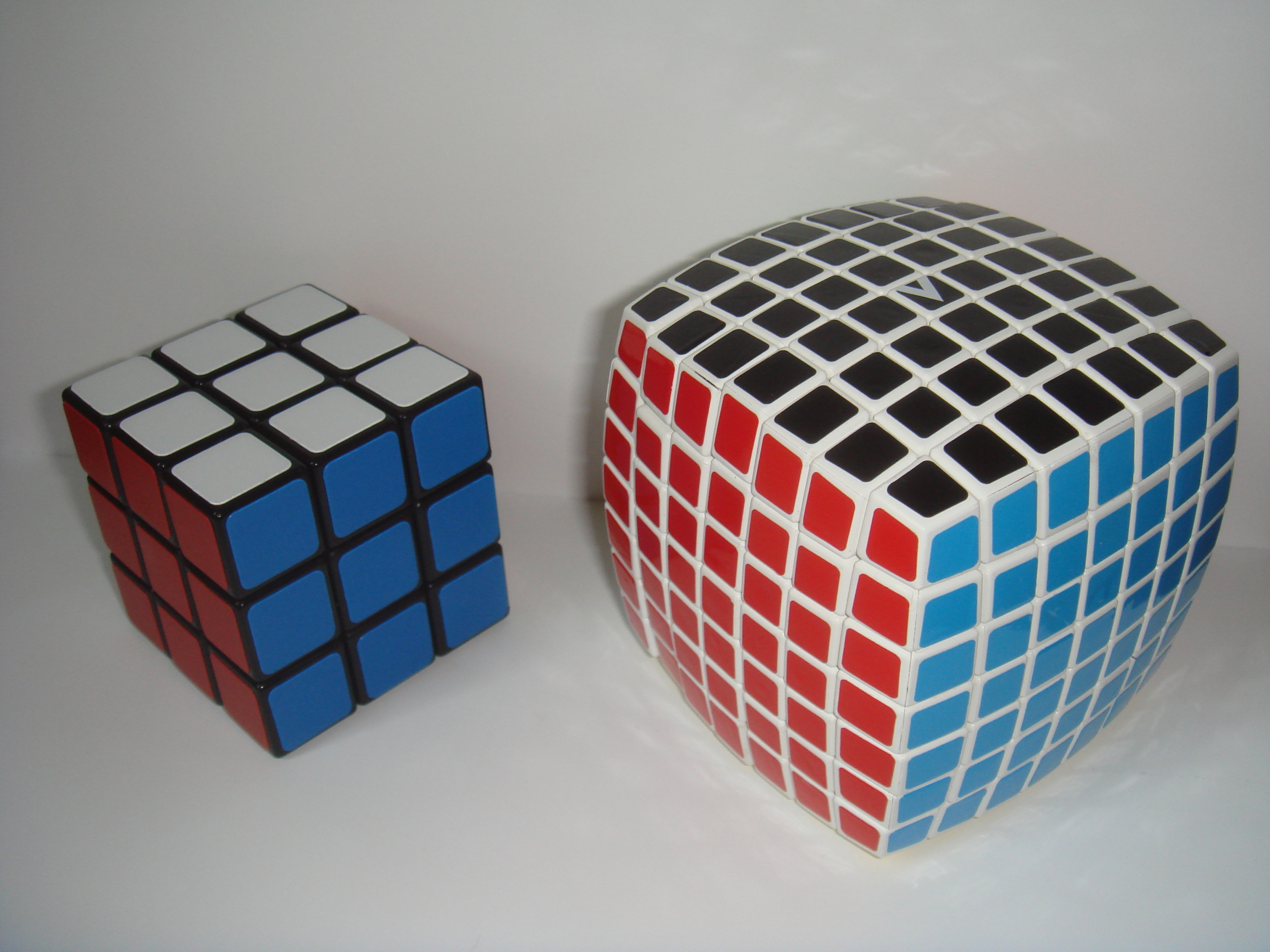
Comparación de tamaño entre un cubo de 3x3x3 y un V-Cube 7.

El V-Cube 7 es la versión de 7x7x7 del cubo de Rubik. Fue inventado por Panagiotis Verdes y es producido por su compañía Verdes Innovations SA.

## Descripción
Tiene 218 pequeñas piezas y 1.95×10160 combinaciones.
Posee una forma acolchada ya que un cubo perfecto de 7x7x7 o mayor tendría sus aristas totalmente expuestas al girar una capa en 45°, permitiendo que estas se cayeran. Una solución diferente a esta problemática, adoptada por otros fabricantes, es hacer las capas exteriores más gruesas que el resto.

## Récords mundiales

### Velocidad
El récord mundial del cubo de 7x7x7 en velocidad, pertenece al estadounidense Max Park, quien lo resolvió en el Marshall Cubing September 2022 (en San Diego, California, Estados Unidos.) con un tiempo de 1:35.68.

### Promedio
Con este cubo, también se compite en modalidad de promedio; donde se debe resolver el cubo en tres ocasiones para finalmente obtener la media de los tres tiempos obtenidos. El récord en esta modalidad, fue alcanzado en el Marshall Cubing September 2022 por Max Park, quien obtuvo un promedio de 1:42.12 tras realizar los siguientes tiempos:  1:35.68, 1:46.74 y 1:43.95  minutos.

## Solución

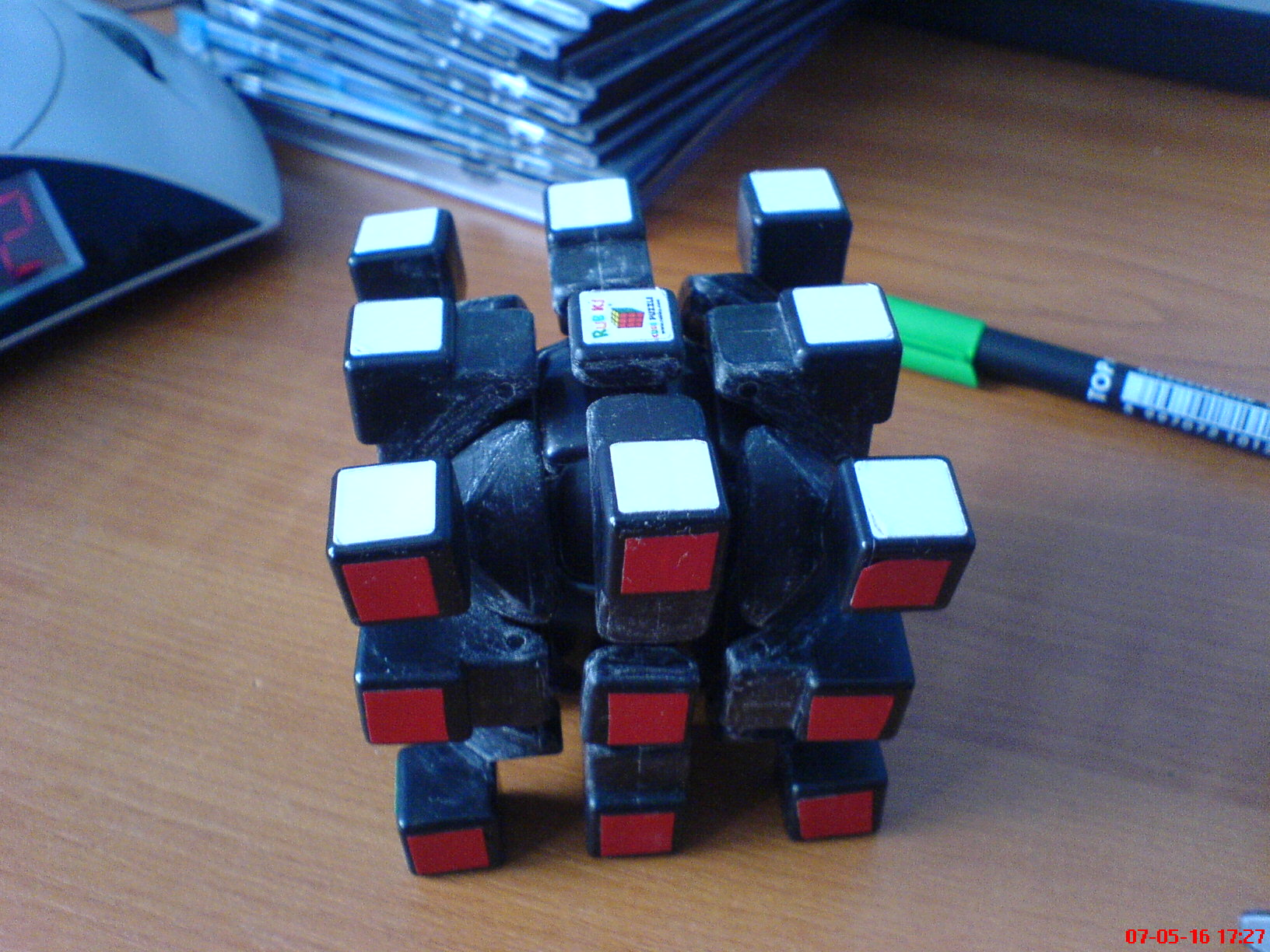
Un cubo de profesor original al que se le han quitado muchas de las piezas muestra la equivalencia de 3 × 3 × 3 de las piezas restantes. El mismo principio se aplica al V-Cube 7.

La estrategia más común consiste en agrupar piezas de borde similares en tiras sólidas y centros en bloques de un solo color. Esto permite resolver el cubo rápidamente con los mismos métodos que se usarían para un cubo de 3×3×3. Debido a que las permutaciones de las esquinas, aristas centrales y centros fijos tienen las mismas restricciones de paridad que el cubo de 3×3×3, una vez que se completa la reducción, los errores de paridad observados en los cubos de 4×4×4 y 6×6×6 no puede ocurrir en el 7×7×7. Sin embargo, todavía es posible obtener una paridad en la que ciertos bordes del último borde agrupado se inviertan y, para resolver esto, se utiliza un algoritmo de paridad ligeramente modificado para rotarlos.
Otra estrategia es resolver primero las aristas del cubo. Las esquinas se pueden colocar tal como están en cualquier orden anterior del rompecabezas de cubos, y los centros se manipulan con un algoritmo similar al utilizado en el cubo de 4×4×4. Sin embargo, este método se utiliza muy raramente y, a menudo, es menos eficiente en cuanto a movimientos.

## Mecánica

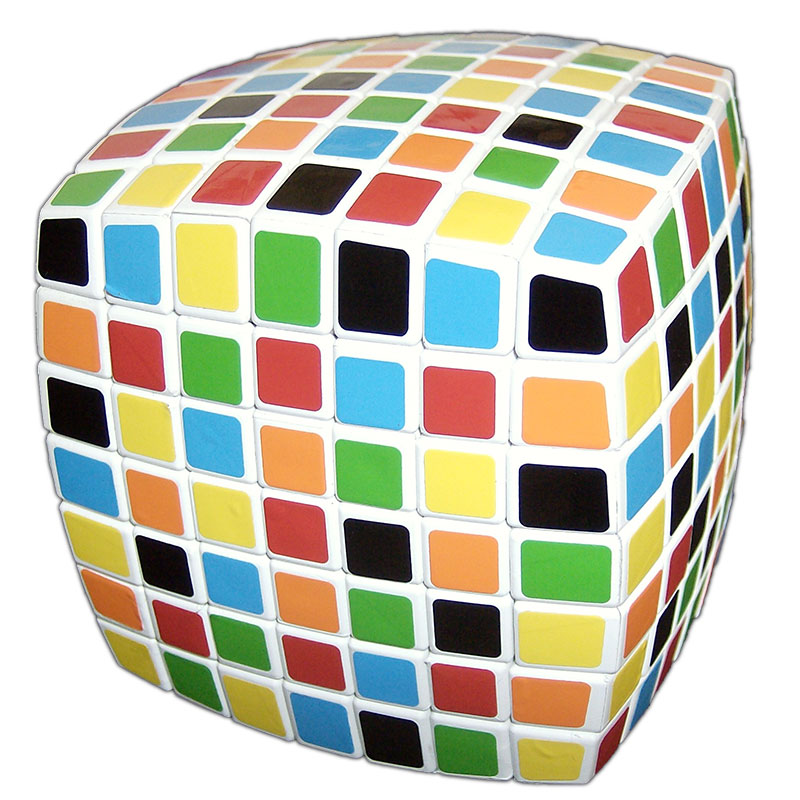
V-Cube 7 revuelto

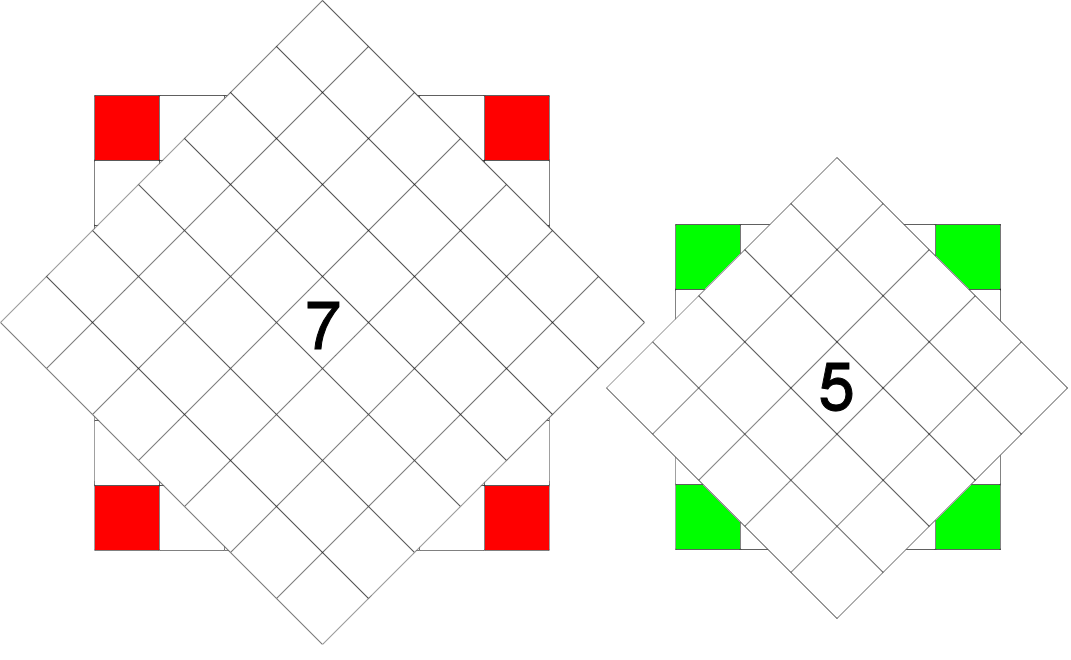
Problemas en las esquinas con cubos grandes

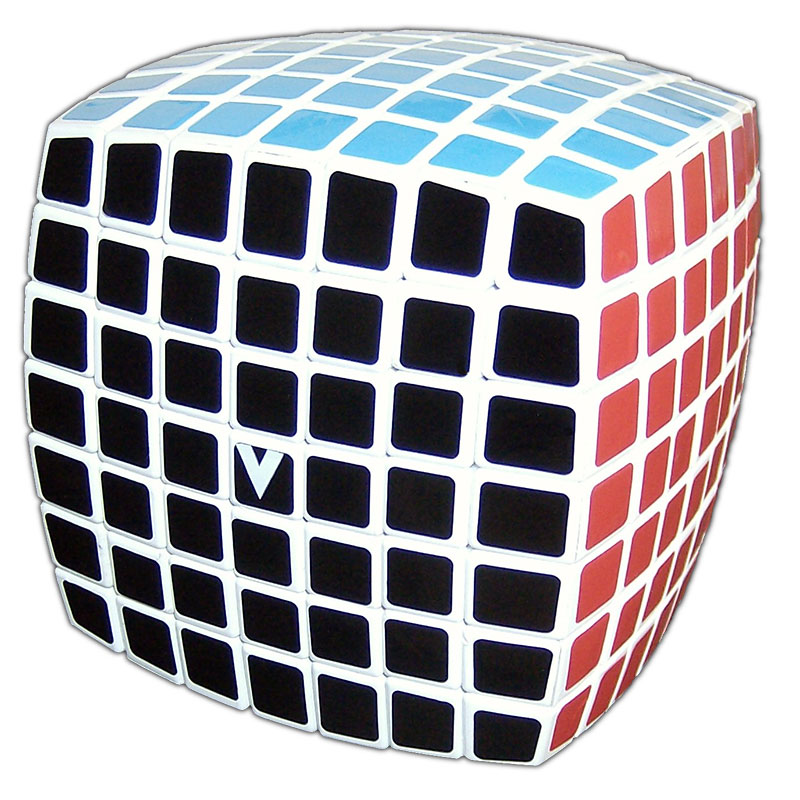
V-Cube 7 resuelto

El rompecabezas consta de 218 cubos en miniatura únicos ("cubitos") en la superficie. Seis de ellas (las losas centrales de las seis caras) están unidas directamente al marco interno en forma de "araña" y están fijadas en posición entre sí. El V-Cube 6 utiliza esencialmente el mismo mecanismo, salvo que en este último las filas centrales, que mantienen unidas el resto de piezas, quedan completamente ocultas.
Hay 150 piezas centrales que muestran un color cada una, 60 piezas de borde que muestran dos colores cada una y ocho piezas de esquina que muestran tres colores cada una. Cada pieza (o quinteto de piezas de borde) muestra una combinación de colores única, pero no todas las combinaciones están presentes (por ejemplo, no hay ninguna pieza con lados rojo y naranja, ya que el rojo y el naranja están en lados opuestos del Cubo resuelto). La ubicación de estos cubos entre sí se puede alterar girando las capas exteriores del cubo 90°, 180° o 270°, pero la ubicación de los lados coloreados entre sí en el estado completo del rompecabezas no se puede alterar. : se fija por las posiciones relativas de los cuadrados centrales fijos y la distribución de combinaciones de colores en las piezas de borde y esquina.
Actualmente, el V-Cube 7 se produce con plástico blanco como base, con rojo frente a naranja, azul frente a verde y amarillo frente a negro. Verdes y otros fabricantes también venden cubos con plástico negro y una cara blanca, mientras que los demás colores permanecen iguales, y versiones de plástico sólido con el plástico del color mismo y sin pegatinas. La pieza central fija en blanco o negro tiene el logotipo del fabricante, que es V en cubos de Verdes. Verdes también vende variaciones de banderas de 7 × 7, incluidas Alemania, Polonia y Rusia.
A diferencia del V-Cube 6 de lados planos , el V-Cube 7 está notablemente redondeado. Esta desviación de una verdadera forma de cubo es necesaria, ya que el mecanismo utilizado en este rompecabezas no funcionaría correctamente con capas de idéntico grosor. Se necesitarían otros medios (como imanes). Tenga en cuenta en la imagen de la derecha que si se construyera un 7 × 7 × 7 con capas de idéntico grosor, las piezas de las esquinas (que se muestran en rojo) perderían contacto con el resto del rompecabezas cuando un lado se girara 45 grados. Tanto el V-Cube 6 como el V-Cube 7 resuelven el problema utilizando capas exteriores más gruesas. La forma redondeada del V-Cube 7 da como resultado pegatinas en las esquinas de tamaño similar a las pegatinas centrales, lo que ayuda a ocultar el grosor desigual.
Los cubos de otros fabricantes se pueden encontrar con lados redondeados o planos, pero todos usan capas exteriores más gruesas.

### Permutaciones

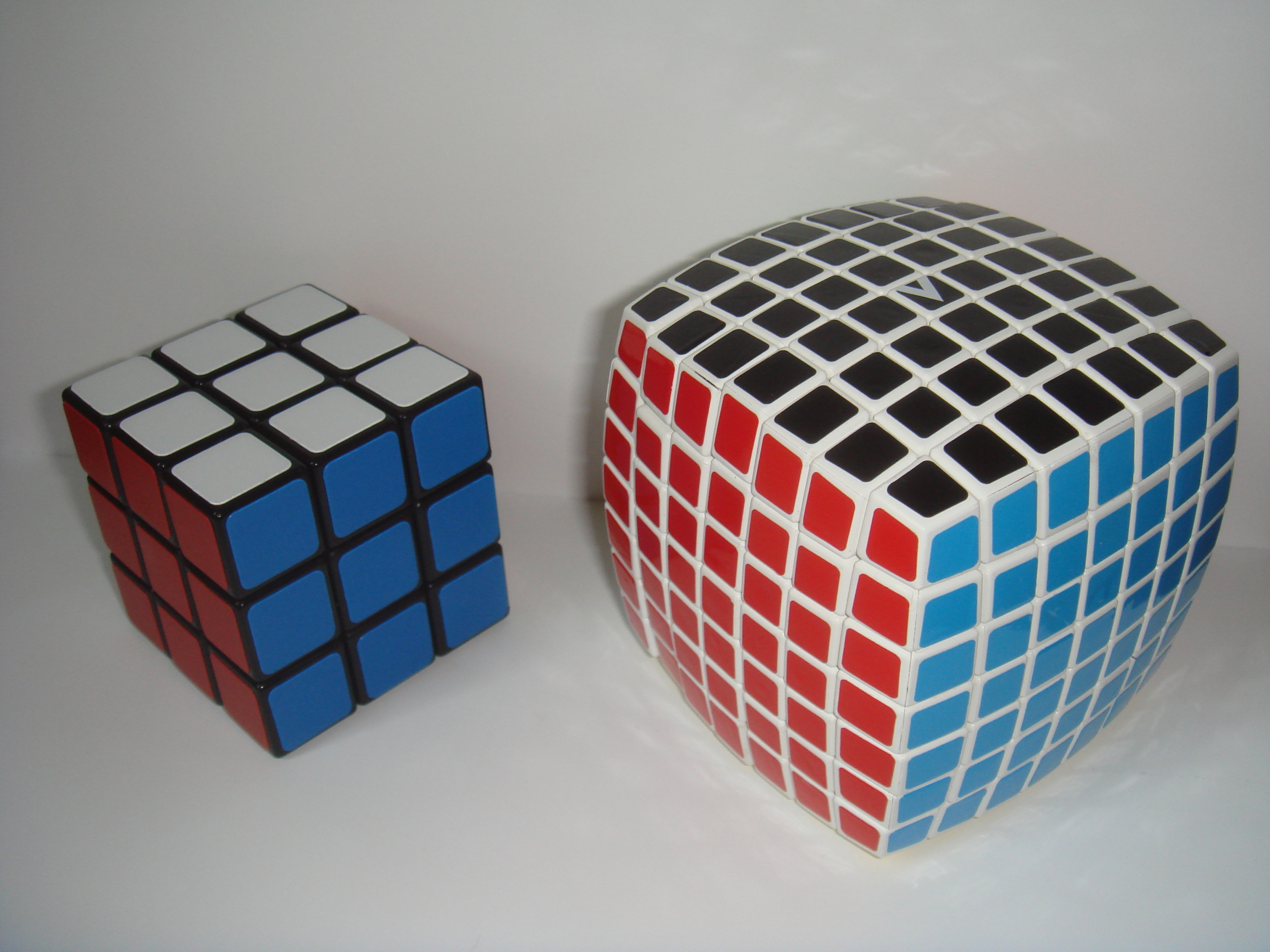
Una comparación de tamaños entre un cubo de tamaño original de 3×3×3 y un V-Cube 7 de 7×7×7

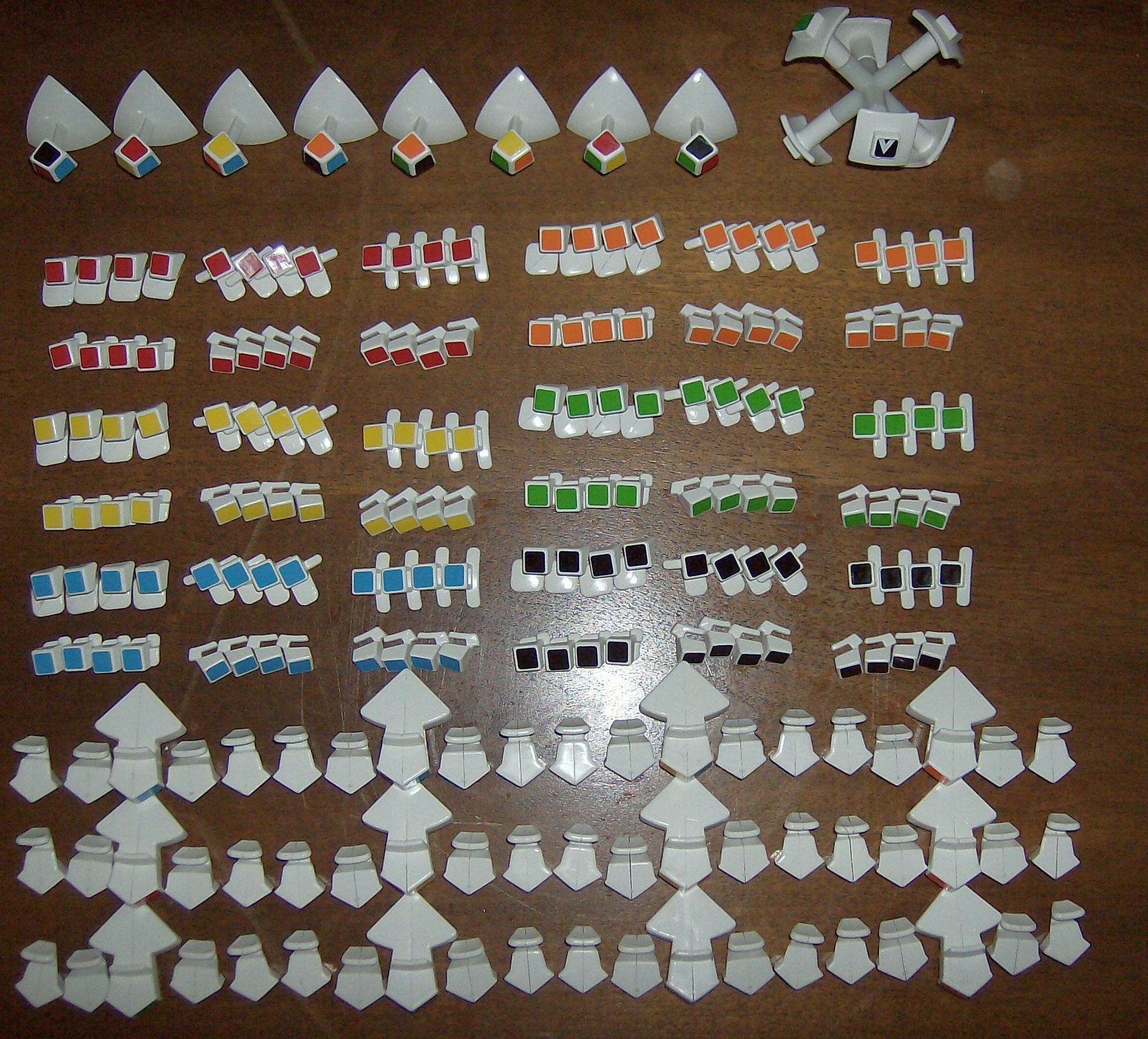
Desmontado.

Hay 8 "cubos" de esquina, 60 bordes y 150 centros (6 fijos, 144 móviles).
Es posible cualquier permutación de las esquinas, incluidas las permutaciones impares. Siete de las esquinas se pueden girar de forma independiente y la orientación de la octava depende de las otras siete, lo que da 8! ×3⁷ combinaciones.
Hay 144 centros móviles, que constan de seis conjuntos de 24 piezas cada uno. Dentro de cada conjunto hay cuatro centros de cada color. Los centros de un conjunto no se pueden intercambiar con los de otro conjunto. Cada conjunto se puede organizar en 24! diferentes caminos. Suponiendo que los cuatro centros de cada color en cada conjunto son indistinguibles, el número de permutaciones de cada conjunto se reduce a 24!/(24⁶ ) arreglos, todos los cuales son posibles. El factor reductor se produce porque hay 24 (4!) formas de disponer las cuatro piezas de un color determinado. Esto se eleva a la sexta potencia porque hay seis colores. El número total de permutaciones de todos los centros móviles son las permutaciones de un solo conjunto elevado a la sexta potencia, 24!⁶ /(24 ³⁶ ).
Hay 60 piezas de borde, que constan de 12 bordes centrales, 24 intermedios y 24 exteriores. Los bordes centrales se pueden voltear pero el resto no, debido a la forma interna de las piezas, ni un borde de un conjunto puede intercambiar lugar con uno de otro conjunto. Los cinco bordes de cada quinteto coincidente son distinguibles, ya que los bordes correspondientes no centrales son imágenes especulares entre sí. Hay 12!/2 formas de disponer los bordes centrales, ya que una permutación impar de las esquinas implica también una permutación impar de estas piezas. Hay 2¹¹ formas en que se pueden voltear, ya que la orientación del duodécimo borde depende de los once anteriores. Es posible cualquier permutación de los bordes intermedio y exterior, incluidas permutaciones impares, dando 24! arreglos para cada set o 24! 2 en total, independientemente de la posición u orientación de cualquier otra pieza.
Esto da un número total de permutaciones de
{\displaystyle {\frac {8!\times 3^{7}\times 12!\times 2^{10}\times 24!^{8}}{24^{36}}}\approx 1.95\times 10^{160}}
El número completo es 19 500 551 183 731 307 835 329 126 754 019 748 794 904 992 692 043 434 567 152 132 912 323 232 706 135 469 180 065 278 712 755 853 360 682 328 551 719 137 311 299 993 600 000 000 000 000 000 000, en letras: diecinueve sexdecillones quinientos mil quinientos cincuenta y un quindecillones ciento ochenta y tres mil setecientos treinta y un cuatordecillones trescientos siete mil ochocientos treinta y cinco tredecillones trescientos veintinueve mil ciento veintiséis duodecillones setecientos cincuenta y cuatro mil diecinueve undecillones setecientos cuarenta y ocho mil setecientos noventa y cuatro decillones novecientos cuatro mil novecientos noventa y dos nonillones seiscientos noventa y dos mil cuarenta y tres octillones cuatrocientos treinta y cuatro mil quinientos sesenta y siete septillones ciento cincuenta y dos mil ciento treinta y dos sextillones novecientos doce mil trescientos veintitrés quintillones doscientos treinta y dos mil setecientos seis cuatrillones ciento treinta y cinco mil cuatrocientos sesenta y nueve trillones ciento ochenta mil sesenta y cinco billones doscientos setenta y ocho mil setecientos doce millones setecientos cincuenta y cinco mil ochocientos cincuenta y tres.
Una de las piezas centrales fijas suele estar marcada con el logotipo del fabricante, como por ejemplo la V en un V-Cube. Esta pieza central se puede orientar de cuatro maneras diferentes, lo que aumenta el número de patrones en un factor de cuatro hasta 7,80× 10¹⁶⁰ . Generalmente se considera resuelta cualquier orientación de la pieza central fija.